# Herpsilochmus stictocephalus
A Herpsilochmus stictocephalus a madarak osztályának verébalakúak (Passeriformes) rendjébe és a hangyászmadárfélék (Thamnophilidae) családjába tartozó faj.

## Rendszerezése
A fajt Walter Edmond Clyde Todd amerikai ornitológus írta le 1927-ben.

## Előfordulása
Dél-Amerika északi részén, Brazília, Francia Guyana, Guyana, Suriname és Venezuela területén honos. A természetes élőhelye a szubtrópusi vagy trópusi síkvidéki esőerdők. Állandó, nem vonuló faj.

## Megjelenése
Testhossza 10–11 centiméter, testtömege 8–9,5 gramm.

## Életmódja
Kevésbé ismert, valószínűleg ízeltlábúakkal táplálkozik.

## Külső hivatkozások
- Képek az interneten a fajról
- Xeno-canto.org